# Exochus variegatus
Exochus variegatus là một loài tò vò trong họ Ichneumonidae.